# Locos por el Mundial
Locos por el Mundial fue un programa de televisión chileno del tipo estelar, transmitido por Chilevisión y conducidos por Rafael Araneda, Javiera Contador y Bombo Fica. El programa fue emitido los lunes y sábados en horario estelar. Fue estrenado el 2 de junio de 2014, el programa se realizó en motivo de la Copa Mundial de Fútbol de 2014 celebrada en Brasil.

## Equipo

### Conductores
- Rafael Araneda
- Javiera Contador
- Bombo Fica

### Panelistas
- Francisca Undurraga
- Fernando Vergara “La Pola”, humorista.

## Invitados
- Carolina de Moras (Capítulo 2 de junio)
- DJ Méndez (Capítulo 2 de junio)
- Eduardo Bonvallet (Capítulo 2 de junio)
- Katherine Orellana (Capítulo 2 de junio)
- Cristián Sánchez (Capítulo 9 de junio)
- Lucho Jara (Capítulo 9 de junio)
- Marlen Olivari (Capítulo 9 de junio)
- Coca Mendoza (Capítulo 9 de junio)
- Francisca García-Huidobro (Capítulo 16 de junio)
- Pamela Díaz (Capítulo 16 de junio)
- Pablo Contreras (Capítulo 16 de junio)
- Américo (Capítulo 16 de junio)
- Gabriele Benni (Capítulo 16 de junio)
- Juan Carlos Valdivia (Capítulo 21 de junio)
- Carolina Molina (Capítulo 21 de junio)
- Claudio Valdivia (Capítulo 21 de junio)
- Juan Falcón (Capítulo 21 de junio)
- Helhue Sukni (Capítulo 21 de junio)
- Paul Vásquez (Capítulo 23 de junio)
- Yamila Reyna (Capítulo 23 de junio)
- Francesca Cigna (Capítulo 23 de junio)
- Fabricio Vasconcellos (Capítulo 23 de junio)
- Ricardo Rodríguez “Zip Zup” (Capítulo 28 de junio)
- Tigresa del Oriente (Capítulo 28 de junio)
- Carla Ballero (Capítulo 28 de junio)
- Mariana Marino (Capítulo 28 de junio)
- Esteban Morais (Capítulo 28 de junio)
- Cristián Sánchez (Capítulo 30 de junio)
- Nicolás Massú (Capítulo 30 de junio)
- Nidyan Fabregat (Capítulo 30 de junio)
- Marcelo Díaz (Capítulo 30 de junio)
- Stefano Massú (Capítulo 30 de junio)
- Eva Gómez (Capítulo 5 de julio)
- Paul Vásquez (Capítulo 5 de julio)
- Pilar Ruiz (Capítulo 5 de julio)
- Arturo Longton (Capítulo 5 de julio)
- Héctor “Kanela” Muñoz (Capítulo 5 de julio)
- Ernesto Belloni (Capítulo 7 de julio)
- Daniel Valenzuela (Capítulo 7 de julio)
- Fabricio Vasconcelos (Capítulo 7 de julio)
- Thiago Cunha (Capítulo 7 de julio)
- Helhue Sukni (Capítulo 7 de julio)
- Marcela Vacarezza (Capítulo 14 de julio)
- Américo (Capítulo 14 de julio)
- Pablo Ruiz (Capítulo 14 de julio)
- César Campos (Capítulo 14 de julio)
- Álvaro Escobar (Capítulo 19 de julio)
- Patricio Torres (Capítulo 19 de julio)
- Gonzalo Cáceres (Capítulo 19 de julio
- Francesca Cigna  (Capítulo 19 de julio)
- Antonella Ríos (Capítulo 21 de julio)
- Ignacio Gutiérrez (Capítulo 21 de julio)
- Mauricio Pinilla (Capítulo 21 de julio)
- Stephanie Méndez (Capítulo 21 de julio)
- María José Quintanilla (Capítulo 26 de julio)
- Karol Dance (Capítulo 26 de julio)
- Leo Rey (Capítulo 26 de julio)
- Pamela Díaz (Capítulo 26 de julio)
- Alejandra Fosalba (Capítulo 28 de julio)
- Giancarlo Petaccia (Capítulo 28 de julio)
- Francisco Kaminski (Capítulo 28 de julio)
- Dominique Gallego (Capítulo 28 de julio)
- Óscar Gangas (Capítulo 28 de julio)